# Парламентские выборы в Сьерра-Леоне (1973)
Парламентские выборы в Сьерра-Леоне проходили 15 мая 1973 года. В результате Всенародный конгресс получил 84 из 85 мест парламента. Однако, основная оппозиционная Народная партия Сьерра-Леоне бойкотировала выборы из-за предвыборного насилия и заявленных нарушений, и большинство кандидатов партии Конгресса избирались безальтернативно.

## Результаты
| Партия                                                                                   | Места |
| ---------------------------------------------------------------------------------------- | ----- |
| Всенародный конгресс                                                                     | 84    |
| Независимые                                                                              | 1     |
| Племенные вожди                                                                          | 12    |
| Всего                                                                                    | 97    |
| Источник: African Elections database Архивная копия от 7 августа 2011 на Wayback Machine |       |

Единственный прошедший в парламент независимый кандидат перешел затем в правящую партию и получил пост министра иностранных дел